# Matt Witt
Mathew Ryan Witt (15 de agosto de 1984, Estados Unidos) es un jugador de baloncesto profesional cuya mayor parte de carrera deportiva se ha desarrollado en distintos clubes de élite europeos.

## Biografía
Tras formarse como jugador en la universidad de Eastern Kentucky, en la que acabó convirtiéndose en el máximo anotador de la historia de la misma con 1832 puntos, en 2007 dio el salto a Europa para jugar en las filas del FC Schalke 04 de la PRO-A alemana. Acabó la temporada con unas medias de 17,6 puntos y 4,7 asistencias
La temporada siguiente fichó por el Den Helder Seals de la máxima categoría holandesa donde firmó unos números de 16,4 puntos y 4,2 asistencias.
La temporada 2009/10 jugó en el CB Guadalajara de LEB Plata en España donde acabó el año con medias de 15,5 puntos y 2,5 asistencias.
La temporada 2011/11 fichó por el Club Baloncesto Clavijo, también de LEB Plata, club con el que conquistó la copa Adecco plata 2011 y al que ayudó a conseguir el ascenso a la LEB Oro. En agosto de 2011 se confirmó su renovación con el club riojano por lo que la temporada 2011/12 disputó la LEB Oro, en esta temporada promedio 18 puntos y 4,6 asistencias, lo que le ha valido para que el Mad-Croc Fuenlabrada se fije en él y cierre su fichaje.

## Trayectoria deportiva
- 2002/06. Eastern Kentucky University.
- 2007/08. FC Schalke 04. PRO A.
- 2008/09. Den Helder Seals. FEB Eredivisie.
- 2009/10. CB Guadalajara. LEB Plata.
- 2010/12. Club Baloncesto Clavijo. LEB Plata y LEB Oro.